# Amblyseius terreus
Amblyseius terreus är en spindeldjursart som beskrevs av Kolodochka 2003. Amblyseius terreus ingår i släktet Amblyseius och familjen Phytoseiidae. Inga underarter finns listade i Catalogue of Life.